# Transwede Airways
 (octobre 2019).
Transwede Airways AB, aussi connu sous le nom de Transwede, était une compagnie aérienne suédoise d'affaires et ensuite une compagnie assurant des vols réguliers opérant entre 1985 et 1998. Basée à l'aéroport Stockholm-Arlanda, Transwede a d'abord opéré des Sud Aviation Caravelle et à partir de 1987 des McDonnell Douglas MD-80. La plupart des services d'affrètement étaient des vols touristiques inclus vers la Méditerranée.

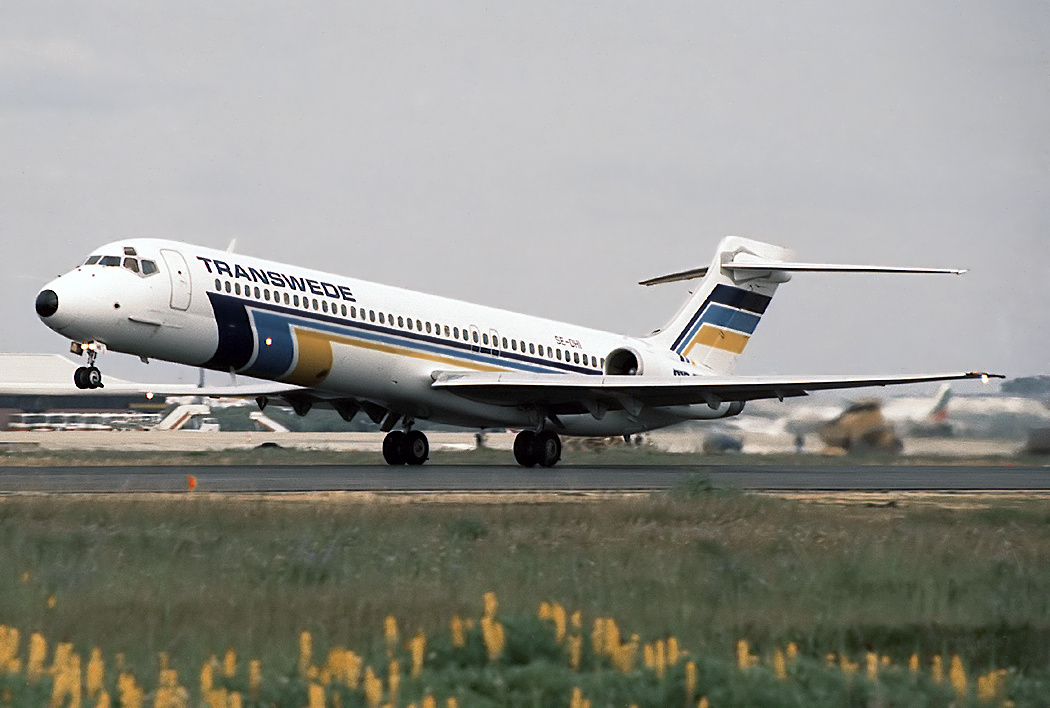
Transwede MD-87 immatriculé SE-DHI

Les premiers services réguliers ont été de Stockholm à Londres en 1991. Après la déréglementation du marché intérieur suédois l'année suivante, Transwede a commencé à desservices de Stockholm à Visby, Umeå, Luleå, Sundsvall, Malmö et Halmstad. À partir de 1993, les services intérieurs ont été effectués à l'aide d'avions Fokker 100. La compagnie aérienne avait environ 13 pour cent de part de marché intérieure en Suède.
La compagnie aérienne a été scindée en 1996 à la suite de difficultés financières. La division charter a été vendue à Fritidsresor, qui a rebaptisé la compagnie aérienne Blue Scandinavia. Par une série de rachats, l'ancienne division charter a été appelée en 2006 TUIfly Nordic.

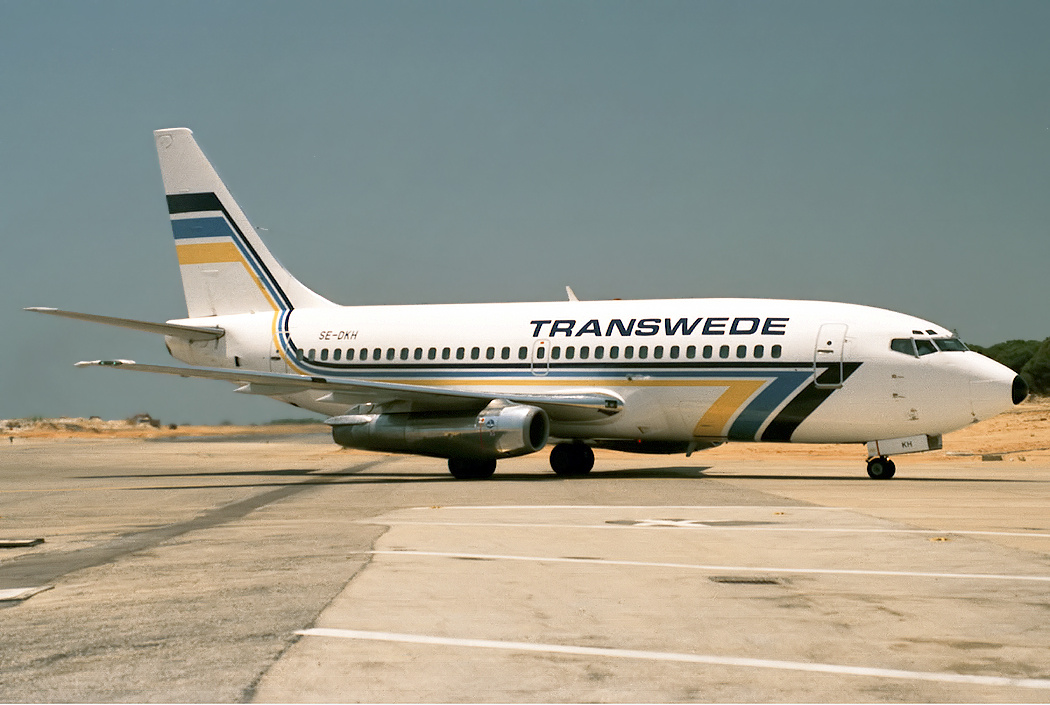
Transwede Boeing 737-200

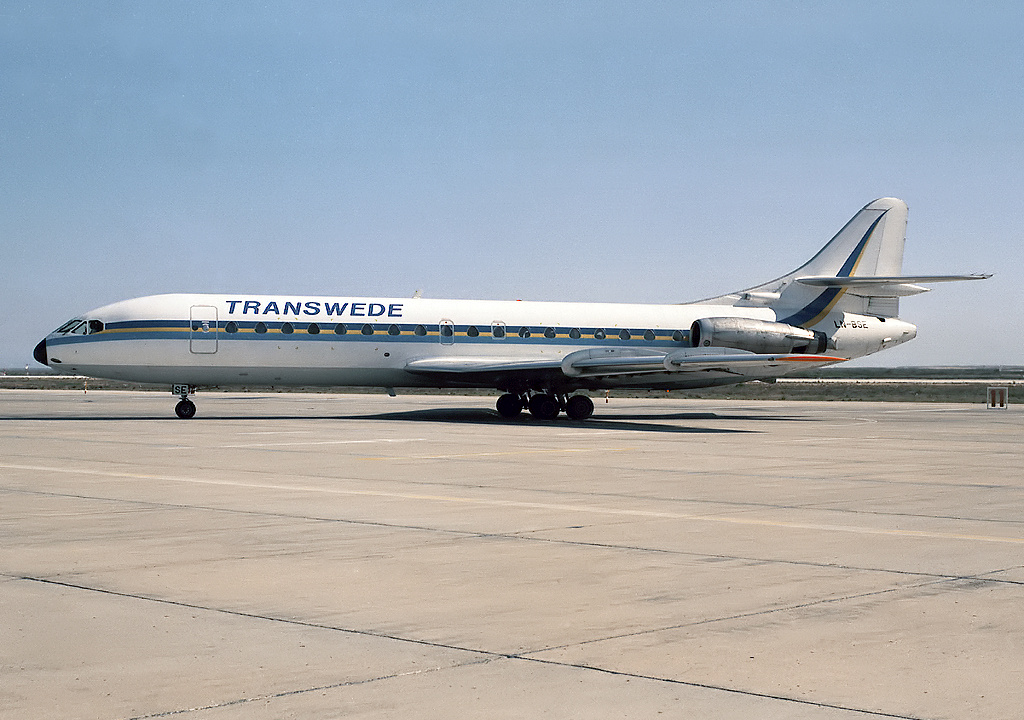
Caravelle de Transwede

## Flotte
| Appareils      | En service | Notes        |
| -------------- | ---------- | ------------ |
| Boeing 737-300 | 2          | Avions loués |
| Fokker 100     | 4          | Idem         |
| Total          | 6          |              |

### Flotte historique
La compagnie a aussi opéré d'autres types d'appareil par le passé dont :
- Boeing 737-200 (1990-1991)
- Boeing 757-200 (1995-1996)
- McDonnell Douglas MD-82 (1987-1989)
- McDonnell Douglas MD-83 (1987-1996)
- McDonnell Douglas MD-87 (1995-1996)
- Sud-Aviation Caravelle (?)